# いなせあおい
いなせ あおい（1994年1月30日 - ）は、日本の女性声優。広島県出身。BLACK SHIPジュニア所属。旧芸名は稲瀬 葵（読みは同じ）。

## 略歴
2013年、アミューズメントメディア総合学院声優タレント学科2年時に『フェアリーフェンサー エフ』に出演する。
以前は尾木プロ THE NEXTに所属していたが、2019年10月1日よりフリーとして活動し、同時に芸名を「いなせ あおい」に改名した。
2021年9月1日よりBLACK SHIPにジュニア所属。

## 人物
趣味は一人カラオケ、SF映画、動画編集。特技は歌唱、ヌンチャク、フルーツカット。方言は備後弁。 
B'zの稲葉浩志のファンである。

## 出演
太字はメインキャラクター。

### テレビアニメ
2015年
- 純情ロマンチカ3（女子達）
- NARUTO -ナルト- 疾風伝（2015年 - 2017年、アシタバ、ガスカ、ツクネ、タマキ）

2016年
- 遊☆戯☆王ARC-V（ハートランドに住む子供）
- ベイブレードバースト（2016年 - 2020年、蒼井日夏、リュック・マール、審判 / 審判役、ベイーン） - 4シリーズ

2017年
- キラキラ☆プリキュアアラモード（ファンの女の子）
- BORUTO-ボルト- -NARUTO NEXT GENERATIONS-（2017年 - 2023年、池川あひる、黒衣ハコ、ヨド、タマキ、カンチ、ネオンの母 他）
- コンビニカレシ（三島春来〈小学生〉、女生徒、女子、TVアナウンス）
- こちら葛飾区亀有公園前派出所（御家人たち）
- セントールの悩み（東鉄純）
- TSUKIPRO THE ANIMATION（女子B、アナウンサー）

2018年
- 伊藤潤二『コレクション』（女子）
- 遊☆戯☆王VRAINS（幼い頃の尊）
- パズドラ（生徒B）
- ゾイドワイルド（2018年 - 2020年、子供たち、Zガールズ、バーガーの部下、メイド、シソ 他） - 2シリーズ

2021年
- 女神寮の寮母くん。（星間女子大生2、貯金箱、アナウンサー、女子大生、オカルト部部長 他）

2022年
- 金装のヴェルメイユ〜崖っぷち魔術師は最強の厄災と魔法世界を突き進む〜（女子）
- 不徳のギルド（ライア、クララ・シック、無垢な子供）

2023年
- もういっぽん!
- 解雇された暗黒兵士（30代）のスローなセカンドライフ（ポルガ）
- ブルーロック（少年B）
- うちの会社の小さい先輩の話（居酒屋店員A）
- デキる猫は今日も憂鬱（街の人々、女性A、尾代、猫の鳴き声）
- Lv1魔王とワンルーム勇者（ヨースケ）
- ゾン100〜ゾンビになるまでにしたい100のこと〜（女性ゾンビ）
- 自動販売機に生まれ変わった俺は迷宮を彷徨う（ケシャ）
- BanG Dream! シリーズ（2023年 - 2025年、スタッフA、同級生A、スタッフB） - 2シリーズ
- ひきこまり吸血姫の悶々（コルネリウス）

2024年
- 最強タンクの迷宮攻略〜体力9999のレアスキル持ちタンク、勇者パーティーを追放される〜（ルード〈幼少期〉、サシン）
- 忘却バッテリー（葉流火〈幼少〉、女子生徒）
- ひみつのアイプリ（2024年 - 2025年、佐々木ななみ） - 2シリーズ
- アストロノオト（ホテルスタッフ）
- 杖と剣のウィストリア（キキ）
- 異世界ゆるり紀行 〜子育てしながら冒険者します〜（テオドール）
- ありふれた職業で世界最強 season 3（イヌミミの母、女の子）

2025年
- 妖怪学校の先生はじめました!（少年清明）
- Sランクモンスターの《ベヒーモス》だけど、猫と間違われてエルフ娘の騎士として暮らしてます（グシオナ）
- 戦隊大失格（女子生徒）
- ゴリラの神から加護された令嬢は王立騎士団で可愛がられる（ロイド〈幼年〉）
- ガチアクタ（天界人、スリム）

### 劇場アニメ
- BORUTO -NARUTO THE MOVIE-（2015年、木ノ葉の里の民）
- 劇場版ハイキュー!! ゴミ捨て場の決戦（2024年、応援団）
- ウマ娘 プリティーダービー 新時代の扉（2024年）

### Webアニメ
- BROTHERHOOD FINAL FANTASY XV（2016年、女性店員、生徒）
- ベイブレードバースト ガチ（2019年 - 2020年、執事ロボット、観客2）
- バトルスピリッツ ミラージュ（2022年、ラトーレ）

### ゲーム
2010年代
- フェアリーフェンサー エフ（2013年、ヴィント）
- かんぱに☆ガールズ（2014年、ルナリア・レム）
- ベイブレードバースト（2016年、蒼井日夏）
- ベイブレードバースト ゴッド（2017年、リュック・マール）
- 逆転オセロニア（2017年、ショコラント、アルベルティーネ）

2020年代
- Echocalypse -緋紅の神約-（2022年、澤）
- RED PRIDE OF EDEN（2022年、クリス）
- ヘブンバーンズレッド（2023年、アナスタシア、 ラリサ）
- ドラゴンズドグマ2（2024年、ウルリーケ）
- 妖怪ウォッチ ぷにぷに（2025年、月の民 半月）

### デジタルコミック
- 小泉先生はみだされたくない（2022年、女子生徒2、女子生徒5）[30]

### 吹き替え

#### 映画
- さまよう刃（スジン[1]）
- ハリケーンアワー（ルーシー[1]）

#### ドラマ
- ヴァイキング 〜海の覇者たち〜6（アンマ）
- FBI: インターナショナル（キャメロン・ヴォー）
- ホワイト・プリンセス エリザベス・オブ・ヨーク物語（エリザベス・オブ・ヨーク〈ジョディ・カマー〉）

### ラジオドラマ
- 四十五番目の話（恵子）